# Stivaletto coprizoccolo

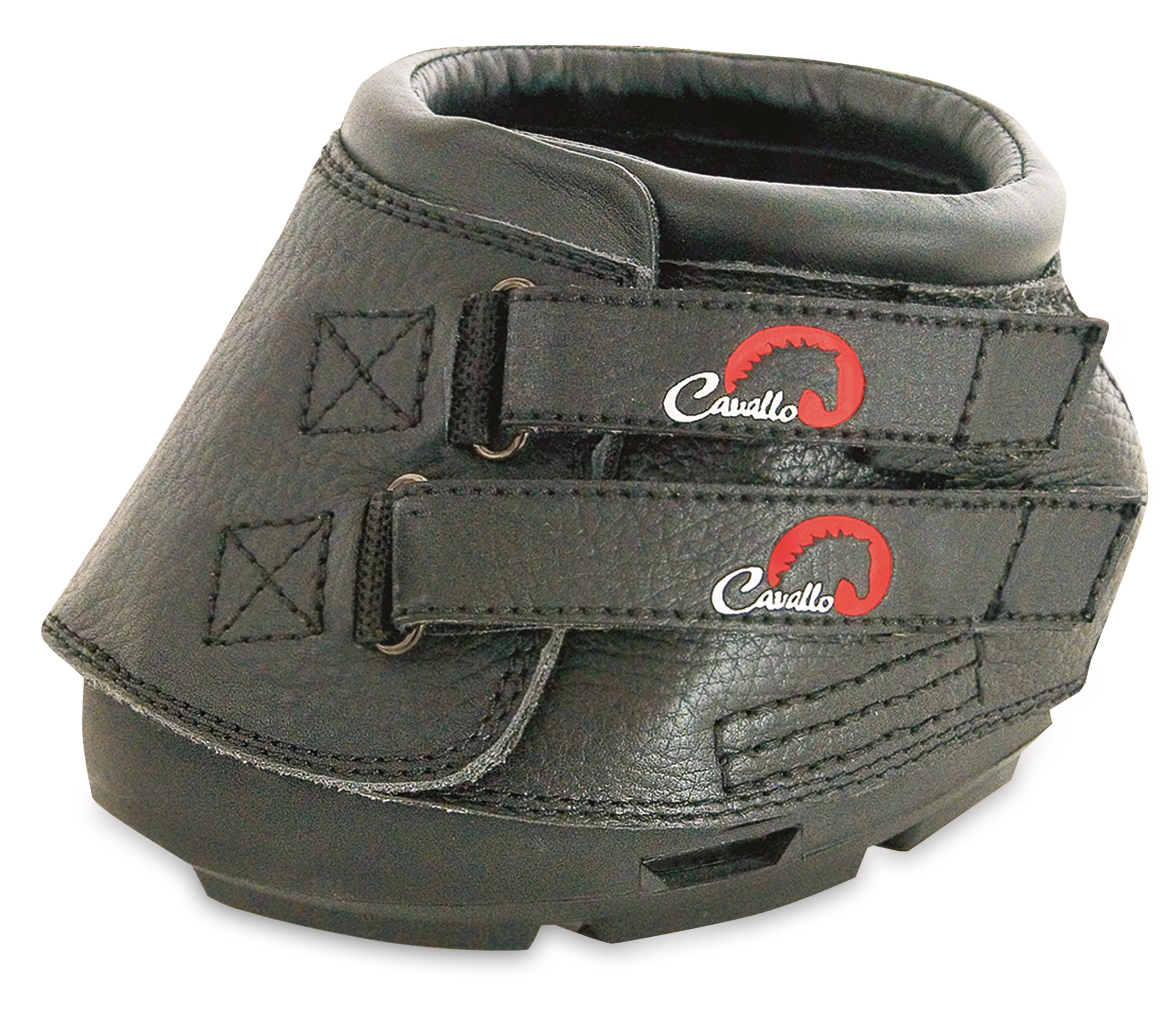
Un modello di stivaletto coprizoccolo

Uno stivaletto coprizoccolo, detto anche scarpetta coprizoccolo o semplicemente coprizoccolo, è un dispositivo progettato per coprire gli zoccoli di un cavallo in alternativa, o talvolta in aggiunta, ai ferri di cavallo. I coprizoccolo, solitamente realizzati in poliuretano o in PVC, possono essere utilizzati anche come dispositivo protettivo nel caso in cui l'animale abbia una lesione allo zoccolo che ne richieda la protezione o comunque per facilitare l'applicazione di medicamenti. Benché esistano molti modelli diversi di stivaletti, tutti quanti hanno il comune obiettivo di proteggere la muraglia e la pianta dello zoccolo da superfici dure, rocce e altri terreni difficili.

## Storia

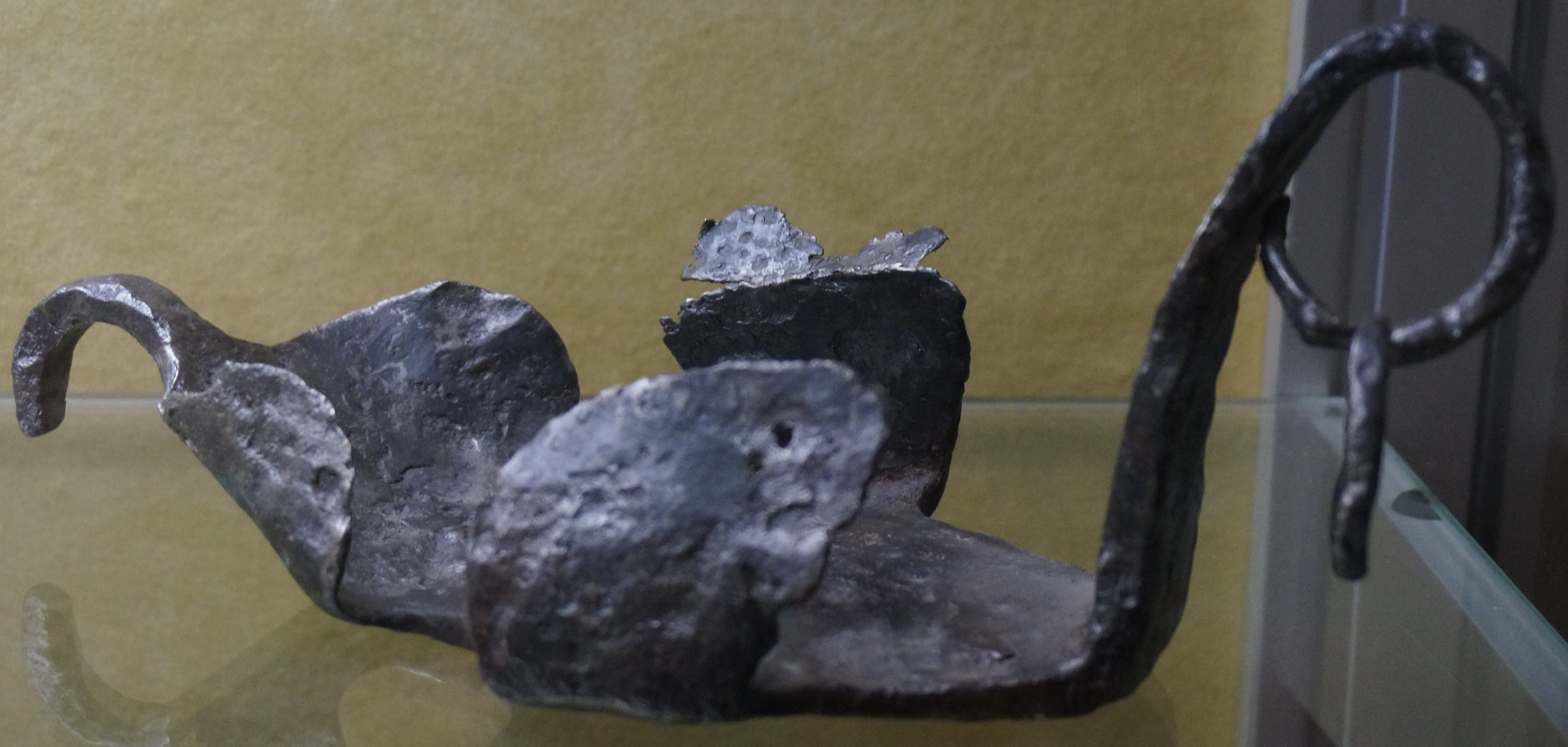
Un esemplare di antico coprizoccolo

Antenati dei moderni stivaletti, a metà strada tra questi e i ferri di cavallo, sono databili all'Antica Roma, epoca durante la quale potrebbero essere stati inventati. In alcuni testi è riportato che i cavalli dell'imperatore Nerone fossero ferrati con ferri d'argento, mentre i muli di Poppea avessero ferri d'oro, tuttavia In nessun caso è menzionato il metodo con cui tali protezioni fossero attaccate agli zoccoli.

## Utilizzi

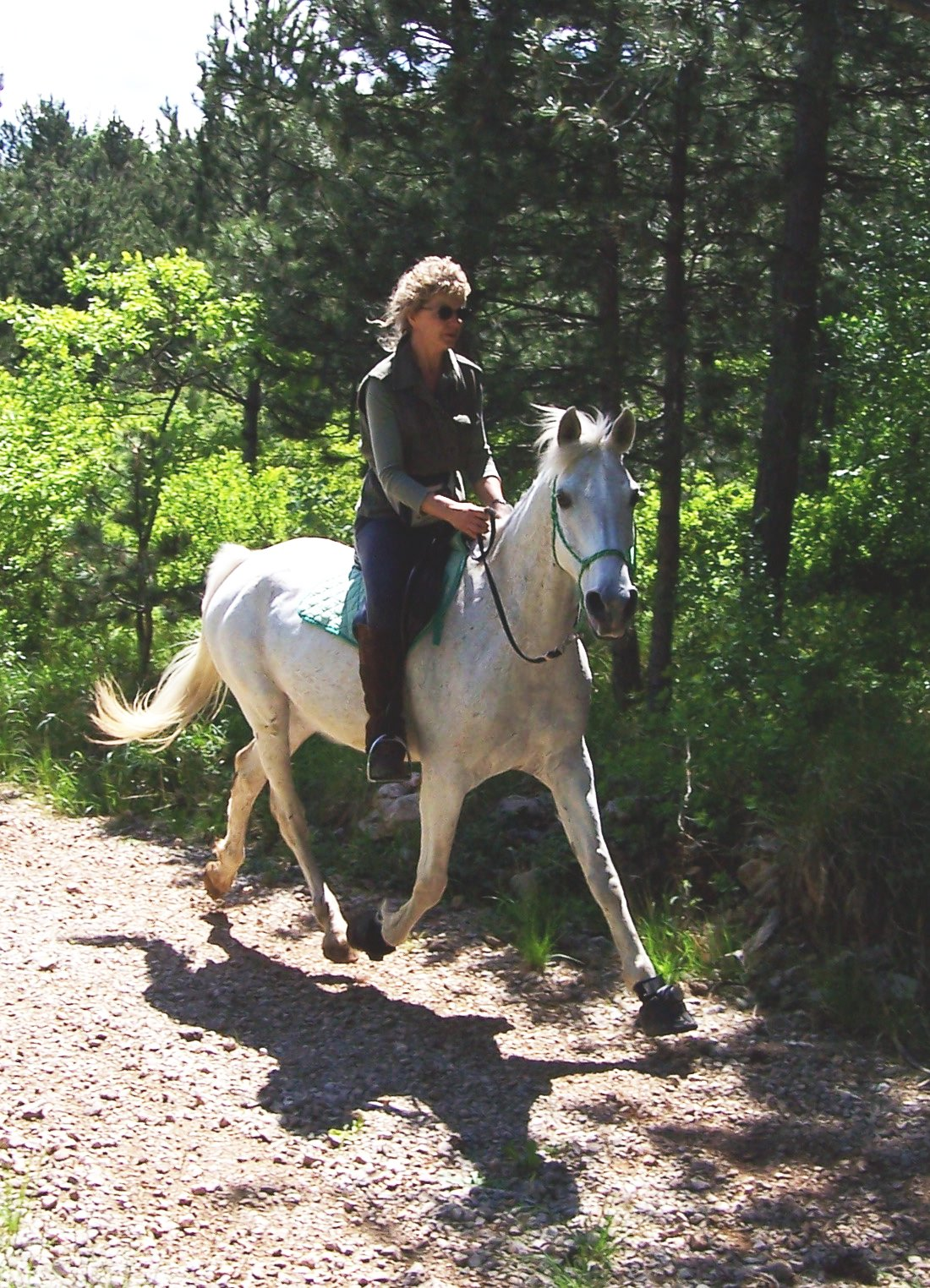
Un cavallo scalzo con gli stivaletti coprizoccolo agli zoccoli anteriori

Comunemente visti come sostituti dei ferri di cavallo, sia come supporto nel caso in cui il cavallo perda un ferro in attesa dell'intervento di un maniscalco, sia come forma di protezione alternativa ai ferri per un cavallo scalzo, i coprizoccolo sono utilizzati in tutte le discipline equestri e particolarmente apprezzati per l'equiturismo e l'endurance, inoltre essi sono usati anche durante le parate e sui cavalli della polizia montata che lavorano su pavimentazioni particolarmente dure.
Data la sempre maggior diffusione dell'utilizzo di cavalli scalzi, in virtù anche delle campagne portate avanti dal Barefoot movement, i coprizoccoli possono essere utilizzati nella fase di transizione dallo zoccolo ferrato allo zoccolo scalzo.

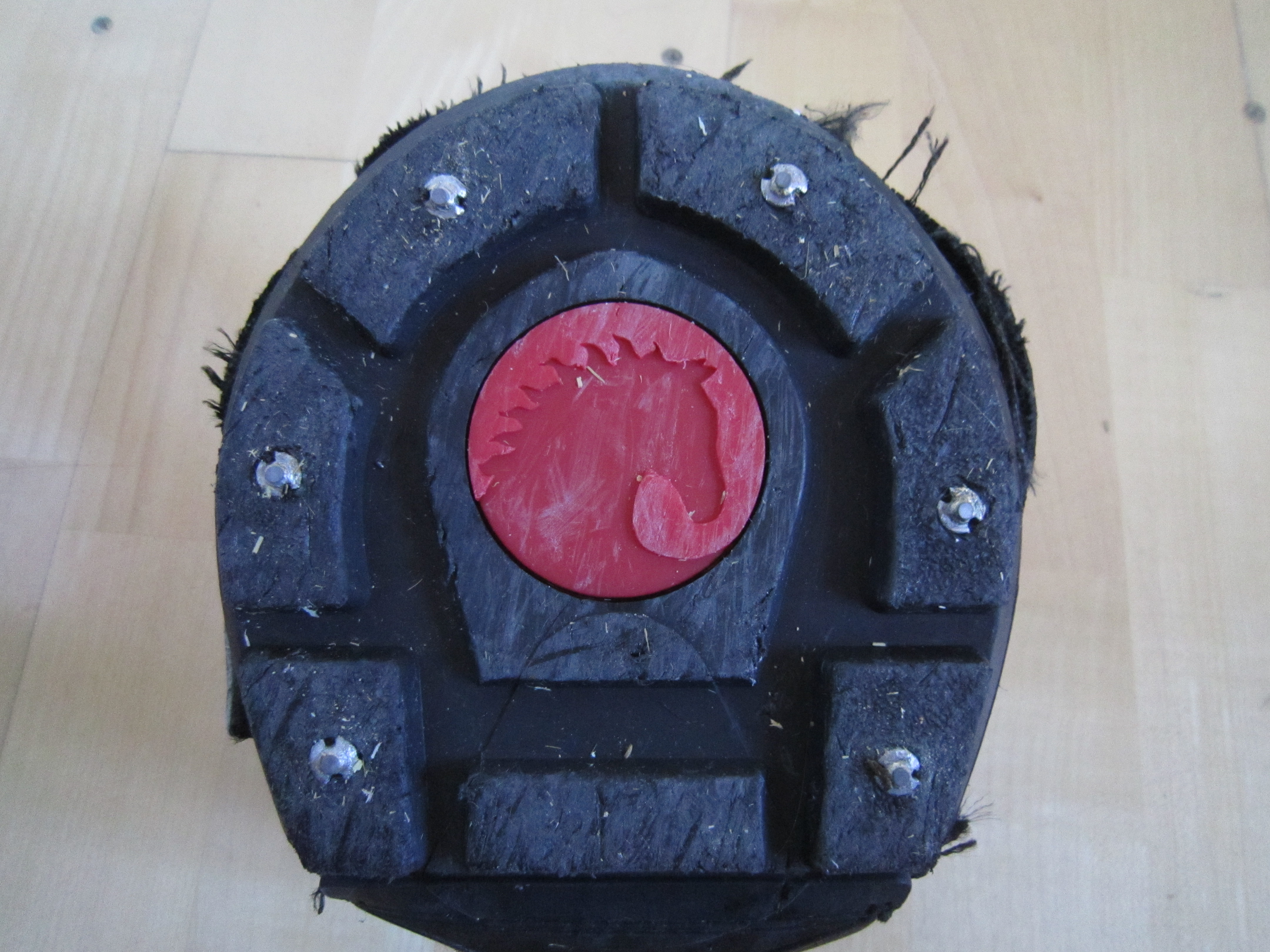
La suola di un coprizoccolo dotata di borchie

 Laddove ci si trovi in aree con condizioni invernali, alla suola dello stivaletto posso essere avvitate delle borchie che consentano di cavalcare in sicurezza; in questo caso la suola del coprizoccolo deve però essere sufficientemente spessa e rigida da evitare ammaccature alla suola dello zoccolo.
L'altro uso principale degli stivaletti coprizoccolo lo si ha nell'ambito della medicina veterinaria. Nel caso in cui un cavallo abbia una ferita da puntura allo zoccolo o un livido alla suola dello stesso, lo stivaletto fornisce infatti la dovuta protezione alla lesione, favorendo anche la pulizia dell'area, e può a volte essere utilizzato per mantenere un cataplasma o altri medicamenti simili contro lo zoccolo. La protezione offerta dai coprizoccoli risulta poi utile anche per i cavalli che, per un motivo o per l'altro, non possono essere ferrati, magari perché hanno perso una grossa parte della muraglia a causa di un infortunio o perché stanno riprendendosi da una laminite, infiammazione durante la quale vengono invece utilizzate particolari scarpette terapeutiche.
Generalmente gli stivaletti coprizoccoli non sono indossati permanentemente dal cavallo e vengono calzati soltanto quando ve n'è bisogno, venendo rimossi normalmente alla fine della passeggiata o dell'allenamento dell'animale. In caso di infortunio o malattia, i coprizoccolo possono essere indossati continuativamente per un periodo più lungo, tuttavia essi vanno comunque periodicamente tolti e puliti, cogliendo l'occasione per assicurarsi che lo zoccolo non abbia subito sfregamenti o abrasioni particolari.